# 토요와이드
토요와이드는 KBS 1라디오에서 방송했던 라디오 프로그램이다.
1996년 11월 9일에 첫방송을 시작해 역대로 시간대와 진행자가 변경되어 방송됐으나 2003년 7월 12일 방송을 마지막으로 7년만에 폐지되었다.

## 역대 방송시간
| 방송 채널   | 방송 기간                          | 방송 시간                         |
| ----------- | ---------------------------------- | --------------------------------- |
| KBS 1라디오 | 1996년 11월 9일 ~ 1999년 10월 30일 | 매주 토요일 오후 2:20 ~ 오후 5:58 |
| KBS 1라디오 | 2000년 5월 6일 ~ 2001년 4월 7일    | 매주 토요일 오후 2:20 ~ 오후 5:58 |
| KBS 1라디오 | 2002년 10월 26일 ~ 2003년 7월 12일 | 매주 토요일 오후 2:20 ~ 오후 5:58 |
| KBS 1라디오 | 1999년 11월 6일 ~ 2000년 4월 29일  | 매주 토요일 오후 5:10 ~ 밤 8:58   |
| KBS 1라디오 | 2001년 4월 14일 ~ 2002년 10월 19일 | 매주 토요일 오후 2:20 ~ 오후 5:30 |

## 역대 진행자
- 1996년 11월 9일 ~ 1999년 4월 24일 : 박현우, 오유경 아나운서
- 1999년 5월 1일 ~ 1999년 10월 30일 : 박현우, 임성민 아나운서
- 1999년 11월 6일 ~ 2000년 4월 29일 : 김홍성, 신성원 아나운서
- 2000년 5월 6일 ~ 2002년 3월 30일 : 오태훈, 홍소연 아나운서
- 2002년 4월 6일 ~ 2003년 7월 12일 : 박노원, 허은정 아나운서